# Келлогг (Міннесота)
Келлоґґ (англ. Kellogg) — місто (англ. city) в США, в окрузі Вобаша штату Міннесота. Населення — 415 осіб (2020).

## Географія
Келлоґґ розташований за координатами 44°18′28″ пн. ш. 91°59′55″ зх. д. / 44.30778° пн. ш. 91.99861° зх. д. (44.307736, -91.998724).  За даними Бюро перепису населення США в 2010 році місто мало площу 0,78 км², з яких 0,76 км² — суходіл та 0,02 км² — водойми.

## Демографія
Згідно з переписом 2010 року, у місті мешкало 456 осіб у 200 домогосподарствах у складі 129 родин. Густота населення становила 584 особи/км².  Було 208 помешкань (266/км²).
Расовий склад населення:
| - 99,1 % — білих - 0,7 % — азіатів |

До двох чи більше рас належало 0,2 %. Частка іспаномовних становила 0,2 % від усіх жителів.
За віковим діапазоном населення розподілялося таким чином: 21,7 % — особи молодші 18 років, 60,8 % — особи у віці 18—64 років, 17,5 % — особи у віці 65 років та старші. Медіана віку мешканця становила 41,5 року. На 100 осіб жіночої статі у місті припадало 98,3 чоловіків;  на 100 жінок у віці від 18 років та старших — 105,2 чоловіків також старших 18 років.
Середній дохід на одне домашнє господарство  становив 54 781 долар США (медіана — 52 500), а середній дохід на одну сім'ю — 66 994 долари (медіана — 70 556). За межею бідності перебувало 8,8 % осіб, у тому числі 9,0 % дітей у віці до 18 років та 27,4 % осіб у віці 65 років та старших.
Цивільне працевлаштоване населення становило 213 особи. Основні галузі зайнятості: освіта, охорона здоров'я та соціальна допомога — 22,5 %, виробництво — 20,2 %, будівництво — 15,0 %.